# 그 남자의 책 198쪽
"그 남자의 책 198쪽"은 대한민국의 김정권 감독이 연출하고, 나현 작가가 각색을 하였다. 윤성희 작가의 소설집 <거기, 당신?>에 수록된 단편 소설 가운데 제27회 이상문학상의 추천작인 단편 소설 '그 남자의 책 198쪽'을 원작으로 한다. 제13회 부산국제영화제 파노라마 부문에 초청되었다.

## 등장인물
- 이동욱 : 김준오 역
- 유진 : 조은수 역
- 조아라 : 선미 역
- 기주봉 : 홍수 역
- 유태균 : 관장 역
- 조덕현 : 경비김씨 역
- 고수희 : 팽교수 역
- 유다인 : 담소녀 역
- 정호진 : 자봉 역
- 박동진 : 철우 역
- 조정일 : 진묵 역
- 박휘순 : 고시생 역
- 신철진 : 늙은 경비 역
- 이종구 : 정신과 의사 역
- 조석현 : 사무소 직원 역
- 정은표 : 약사 역
- 이재용 : 송 회장 역

## 줄거리
아무 통보도 없이 자신을 떠나간 옛 애인을 찾고자 매일 도서관을 찾아 198쪽의 단서를 찾지만 쉽사리 그녀가 남겨두고 떠난 의미를 찾을 수가 없는 베일에 싸인 준오와 하루하루 열심히 살지만 실연한 뒤 삶이 공허하게만 느껴지던 그때, 도서관에서 198쪽만 찾는 남자를 발견하고 그 남자의 사연이 궁금해지기 시작한 은수가 살고 있었다.
은수는 신분이 모호한 그 남자 준오가 애타게 찾는 198쪽의 비밀을 밝혀내기 위해 그를 도와주기로 한다. 198쪽의 비밀을 찾으면 찾을수록 떠오르는 자신들의 지나간 사랑의 순간들에 두 사람은 아파하고 또 고뇌하게 된다. 그리고 함께 하는 시간이 흐를수록 준오와 은수는 가슴 속 새로운 감정을 발견하게 된다.